# Siro Carati
Siro Carati (Pavia, 1794 – Pavia, 1848) è stato un poeta italiano.

## Biografia
Vissuto a Pavia, dove svolgeva l'attività di professore di matematica, è considerato uno dei più importanti esponenti della letteratura dialettale pavese. Autore di poesie d'occasione, si renderà noto anche per una traduzione in dialetto pavese de Il lauro di Giuseppe Parini.
Accusato di essere una spia austriaca, morì nel 1848 a causa delle ferite riportate dopo essersi gettato nel Ticino; gesto probabilmente compiuto nel tentativo di sfuggire all’arresto da parte delle autorità ed alla conseguente perdita del proprio impiego, che avrebbe lasciato la famiglia nella miseria.

## Opere
- Versi per le nozze faustissime del signor Defendente Sacchi colla signora Erminia Rossi (1829)
- I du prim mes del Cholera in Pavia, Ottav aed Sirei Carà (1836)
- Laureandosi in medicina il signore Giuseppe Marchesini di Vezzano (1841)
- Poesie in vernacolo pavese e italiane (postumo) (1877)